# Ari Koivunen

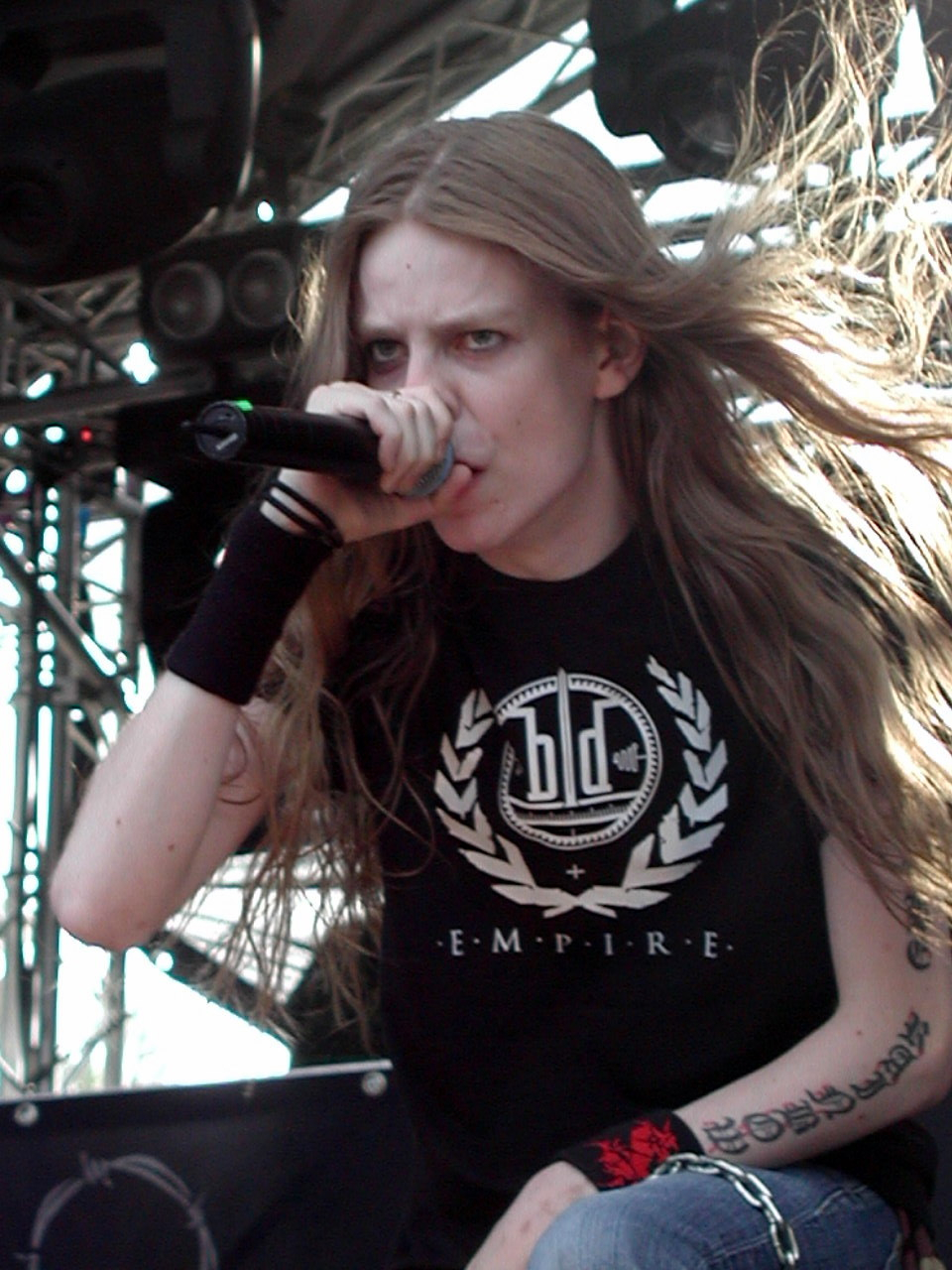
Ari Koivunen 2009

Ari Mikael Koivunen (* 7. Juni 1984 in Kouvola) ist ein finnischer Sänger, der im Jahr 2007 die dritte Staffel von Idols, einer finnischen Version der Castingshow Pop Idol, gewonnen hat. Koivunen ist seit 2008 der Sänger der finnischen Metal-Band Amoral.

## Karriere
Ari Koivunen, in Finnland auch bekannt als „Iso A“ (Großes A), wuchs in Lahti auf, wo er nach Abschluss der Schule als Kellner, DJ und Karaoke-Veranstalter in einer Bar arbeitete. Vor Idols hatte er bereits bei anderen Gesangswettbewerben teilgenommen. So gewann er 2005 die finnischen Karaoke-Meisterschaften und wurde bei den Karaoke World Championships im selben Jahr Dritter nach Iyad Sfeir (Libanon) und Danny Cummins (Irland).

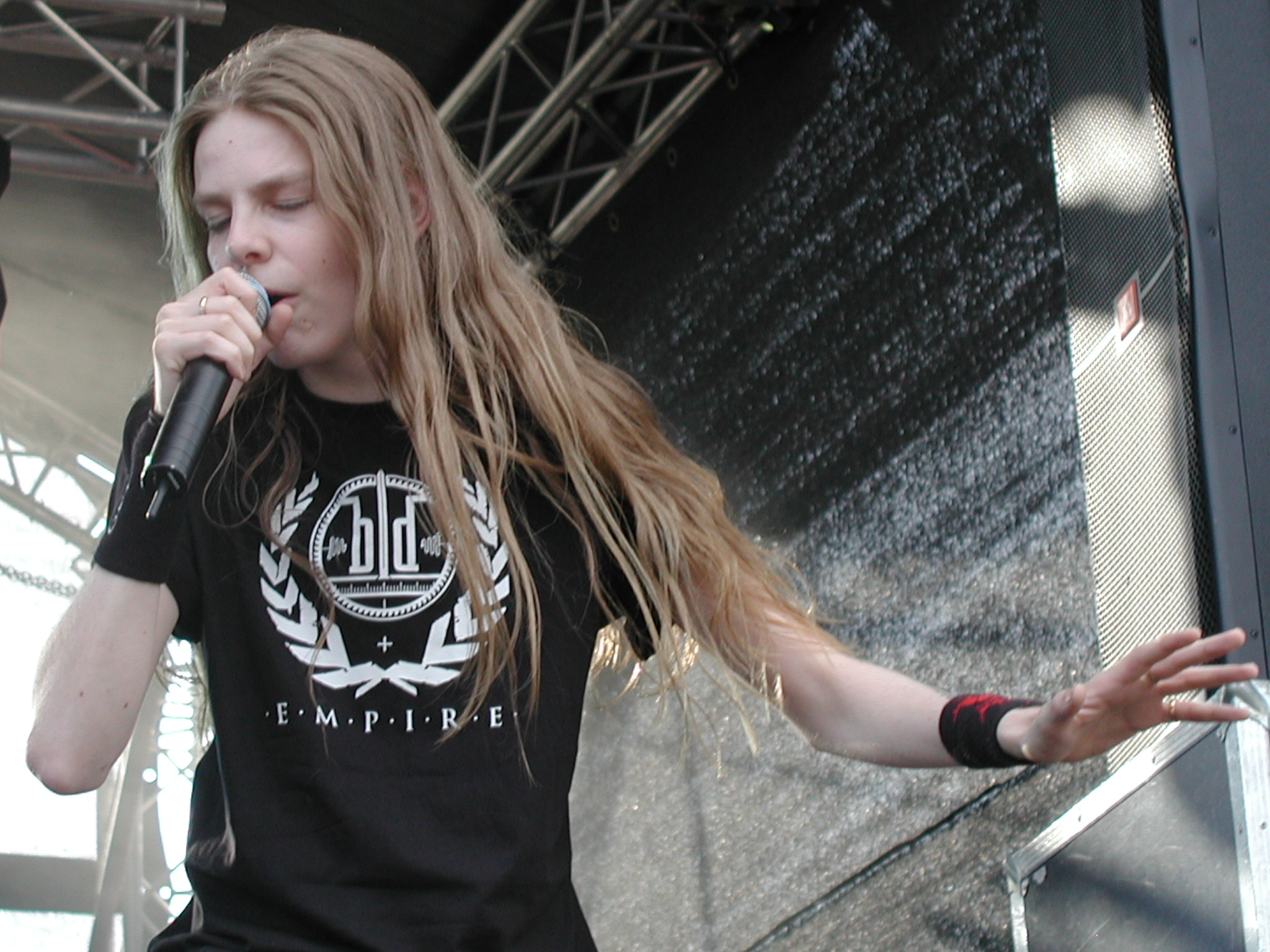
Koivunen 2009

Seinen Platz in den Finalshows von Idols sicherte er sich mit der Präsentation von Billy Joels Piano Man, die im 86 % der Publikumsstimmen einbrachte. Von da an fiel er vor allem dadurch auf, dass er sich bei der Songauswahl auf Titel aus dem Metal- und Hardrock-Bereich konzentrierte. Dies brachte ihm im Verlauf der Finalsendungen einige Kritik der Jury ein. Dennoch schaffte er es bis in die letzte Finalshow, die am 6. April 2007 in der Helsingin Jäähalli stattfand. Bei dieser Sendung präsentierte er Full Moon von Sonata Arctica, ein Lied, das er bereits in der ersten Vorrunde gesungen hatte, dann den von der Jury ausgewählte Soundgarden-Hit Black Hole Sun und schließlich noch Still Loving You von den Scorpions. Mit dieser Songauswahl konnte er sich mit 57 % der Publikumsstimmen gegen Anna Abreu durchsetzen. Anschließend trug er das für den Showgewinner eigens komponierte Lied On the Top of the World vor.
Sein Sieg bei Idols brachte ihm 30.000 € und einen Plattenvertrag bei Sony BMG ein. Nino Laurenne (Thunderstone-Gitarrist) und Pasi Heikkilä (45 Degree Woman-Bassist) produzierten sein erstes Album, dem auch einige bekannte finnische Metal-Musiker Lieder beisteuerten, u. a. Marco Hietala (Our Beast), Timo Tolkki (Angels Are Calling), Tony Kakko (Losing My Insanity) und Teräsbetoni-Sänger Jarkko Ahola (Stay True). Hear My Call, das am 11. Mai 2007 als erste Single veröffentlicht wurde, stammt von den beiden Produzenten und der dem Album den Namen gebende Track Fuel for the Fire wurde von Janne Joutsenniemi (Ex-Stone, Suburban Tribe) geschrieben. Am 21. Mai 2007 wurde das Album für den Downloadverkauf freigegeben und erschien schließlich am 30. Mai 2007 offiziell. Das Album stieg noch während der ersten Woche am Markt auf Platz 1 in den finnischen Albumcharts ein, eine Position, die es zwölf Wochen lang beibehalten konnte. Am 7. Juni – eine Woche nach Veröffentlichung – hatte es mit über 40.000 verkauften Stück bereits Platin-Status erreicht, im Oktober des gleichen Jahres folgte die zweite Platin-Schallplatte für zu diesem Zeitpunkt 69.149 verkaufte Alben. Nach 22 Wochen war das Album Anfang November erstmals nicht mehr in den Top 40 der finnischen Albumcharts präsent, stieg jedoch nach der Veröffentlichung einer speziellen Edition mit Live-DVD am 22. November in den darauffolgenden Wochen mehrmals erneut ein, zuletzt Ende Januar 2008 auf Platz 6.
Ari Koivunen wurde bei den Finnish Metal Awards am 15. Februar 2008 als bester Newcomer ausgezeichnet. Bei den Emma Awards wurde er in den Kategorien „Bester männlicher Künstler“, „Bestes Debütalbum“ und für den Publikumspreis „Bester finnischer Künstler“ nominiert, erhielt jedoch keine der Auszeichnungen.

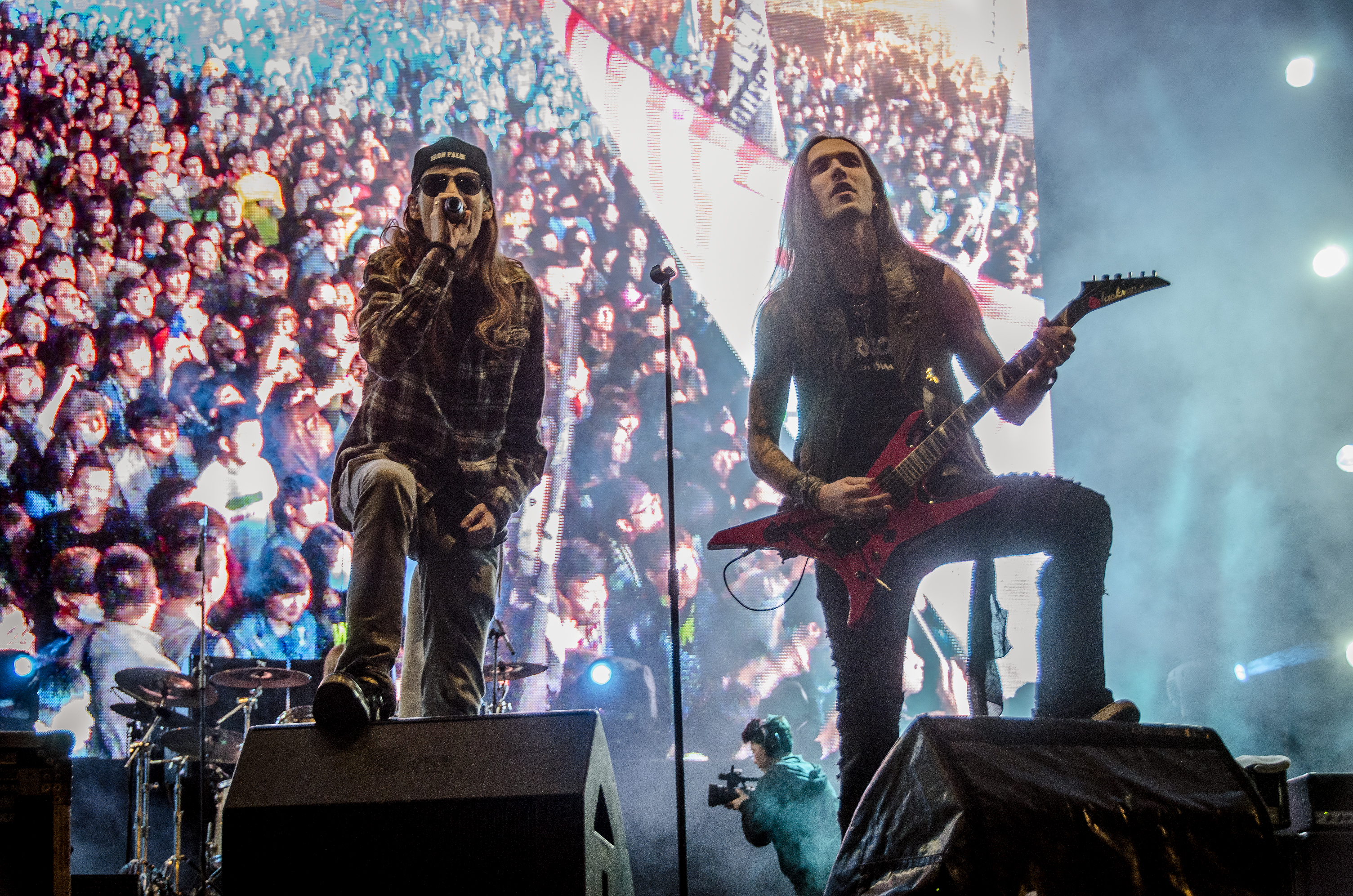
Koivunen 2013 in Peking mit Amoral

Anfang März 2008 begann Ari Koivunen gemeinsam mit Nino Laurenne mit der Arbeit an seinem zweiten Album Becoming, das am 11. Juni erschien und noch in der gleichen Woche auf Platz eins der finnischen Albumcharts einstieg. Nach einer Woche erreichte es mit 15.000 verkauften Einheiten Gold-Status. Das kurz vorher als Single ausgekoppelte Lied Give Me a Reason, das von Laurenne verfasst worden war, schaffte es auf Platz drei in den Singlecharts.
Am 25. November 2008 wurde bekannt, dass Koivunen der neue Sänger der Metal-Band Amoral ist. im Mai 2009 erschien das erste Album Show Your Colors der Band in Zusammenarbeit mit Koivunen. 2011 veröffentlichte die Band das zweite Album " Beneath" und 2014 das dritte „Fallen Leaves & Dead Sparrows“ mit Ari. Das letzte Album In Sequence mit Amoral und Ari Koivunen erschien 2016. Danach entschloss sich die Band, sich nach einer letzten Tour 2016/2017 aufzulösen.

## Band
Ari Koivunen
- Ari Koivunen (Gesang; seit 2007)
- Erkka Korhonen (Gitarre; seit 2007)
- Erkki Silvennoinen (Bass; seit 2007)
- Vili Ollila (Keyboards; seit 2007)

Koivunen wird bei seinen Auftritten von einer Live-Band unterstützt, die sich aus folgenden Personen zusammensetzt. Die Musiker waren auch an der Komposition und Aufnahme des zweiten Albums Becoming beteiligt.
Amoral
- Ari Koivunen (Gesang; seit 2008)
- Ben Varon (Gitarre)
- Masi Hukari (Gitarre)
- Pekka Johansson (Bass)
- Juhana Karlsson (Schlagzeug)
- Niko Kalliojärvi (Gesang & Gitarre; bis 2008, seit 2015)

## Diskografie

### Alben
- 2007: Ari Koivunen Fuel for the Fire (Sony BMG)
- 2008: Ari Koivunen Becoming (Sony BMG)
- 2009: Amoral Show Your Colors (Spinefarm)
- 2011: Amoral Beneath (Imperial Cassette)
- 2014: Amoral Fallen Leaves & Dead Sparrows (Imperial Cassette)
- 2016: Amoral In Sequence

### Singles
- 2007: Single of the Idols Winner – On the Top of the World (Sony BMG)
- 2007: Fuel for the Fire – Hear My Call (Sony BMG)
- 2007: Fuel for the Fire – Fuel for the Fire (Sony BMG)
- 2007: Fuel for the Fire – Angels Are Calling (Sony BMG, akustische Version)
- 2008: Becoming – Give Me a Reason (Sony BMG)
- 2008: Becoming – Tears Keep Falling (Sony BMG)
- 2009: Show Your Colors – Year Of The Suckerpunch (Spinefarm)
- 2009: Show Your Colors – Gave Up Easy (Spinefarm)
- 2011: Beneath – Same Difference (Imperial Cassette)
- 2011: Beneath – Silhouette (Imperial Cassette)
- 2013: Raskasta Joulua – Tulkoon joulu (Spinefarm)
- 2013: Fallen Leaves & Dead Sparrows – If Not Here, Where? (Imperial Cassette)
- 2014: Fallen Leaves & Dead Sparrows – No Familiar Faces (Imperial Cassette)

## Idols-Auftritte
| Vorrunden   | Lied                    | Originalinterpret |
| 1. Vorrunde | Fullmoon                | Sonata Arctica    |
| 1. Vorrunde | Silta yli synkän virran | Kirka             |
| 2. Vorrunde | Pop-musiikkia           | Neljä Baritonia   |
| 2. Vorrunde | Bed of Roses            | Bon Jovi          |
| 2. Vorrunde | Another Day in Paradise | Phil Collins      |
| Semifinale  | Piano Man               | Billy Joel        |

| Finalshows   | Datum         | Lied                    | Originalinterpret |
| 1. Finalshow | 1. März 2007  | Perfect Strangers       | Deep Purple       |
| 2. Finalshow | 8. März 2007  | The Evil That Men Do    | Iron Maiden       |
| 3. Finalshow | 15. März 2007 | Here I Go Again         | Whitesnake        |
| 4. Finalshow | 22. März 2007 | Rock and Roll           | Led Zeppelin      |
| 4. Finalshow | 22. März 2007 | Hunting High and Low    | Stratovarius      |
| 5. Finalshow | 29. März 2007 | You Break My Heart      | Broadcast         |
| 5. Finalshow | 29. März 2007 | Sielut iskee tulta      | Kilpi             |
| 6. Finalshow | 6. April 2007 | Fullmoon                | Sonata Arctica    |
| 6. Finalshow | 6. April 2007 | Black Hole Sun          | Soundgarden       |
| 6. Finalshow | 6. April 2007 | Still Loving You        | Scorpions         |
| 6. Finalshow | 6. April 2007 | On the Top of the World | Idols 2007        |